# Инджо (ван Чосона)
Инджо (кор. 인조, 仁祖, Injo) — 16-й ван корейского государства Чосон, правивший со 2 апреля 1623 по 17 июня 1649 года. Имя — Чон (кор. 종, 倧, Jong). Второе имя — Хвабэк.
Посмертные титулы — Сунхё-тэван.
После свержения Кванхэгуна взошёл на трон при поддержке сторонниками «Западной партии». Придя к власти, Инджо столкнулся с теми же проблемами, что и его предшественник. В политике Инджо попытался предотвратить приведшую предшественником к краху концентрацию власти в руках одной группировки. На должности выдвигались представители западной и южной партии, члены «малой северной партии». В 1624 году сторонник Инджо Ли Гваль был назначен на пост губернатора северной провинций Пхеньян и, недовольный этим, он поднял мятеж.
В правление Инджо Корея пережила опустошительное вторжение маньчжуров и стала вассалом империи Цин.

## Внешняя политика
Инджо пришёл с новым лозунгом в пользу поддержки империи Мин в борьбе с маньчжурами. Он занимал антиманьчжурскую позицию и руководил новой позиции «садэ». 1623 году прекратил связи с государством Поздняя Цзинь. 1625 году новый правитель Поздней Цзинь Абахай предпринял решение пойти в поход на Чосон. В 1627 году маньчжуры проникли в Корею. Началась Первая маньчжурско-корейская война. Долгое сопротивление корейских войск закончилось поражением Чосон, Инджо заключил с маньчжурами мирное соглашение и обязался выплачивать маньчжурам дань. Договор с маньчжурами был подписан на мягких условиях. Во-первых, маньчжуры обещали не продвигаться вглубь Кореи южнее Пхёнсана. Во-вторых, между Кореей и Поздним Цзинь устанавливались «братские отношения», в которых маньчжуры играли роль старшего брата. В-третьих, корейцам удалось договориться[как?] по отношению к империи Мин. Девять лет между Кореей и Поздней Цзинь не было военных столкновений.
В 1636 году правитель маньчжуров Абахай провозгласил новое государство Цин и взошел на трон с титулом императора. На коронацию Абахая были приглашены посланники из Кореи. Но Корея не послала своё посольство в Цин. Посол Кореи в Поздней Цзинь Но Докхон (1573—1640), который присутствовал на коронации Абахая, отказался совершить ритуал посланника страны-вассала. После этого император Цин Абахай (Тай-цзун) потребовал от Кореи признание Цин своим сюзереном и отправить корейского принца для принесения официального извинения. Но Инджо и его двор не хотели этого слышать. В 1636 году в Чосон возвратился посол Но Докхон и передал требования Тай-цзуна, а также официальную государственную грамоту Цин. За это бывшего посла отправили в ссылку.
В 1636 году маньчжуры начали поход против Кореи. Началась вторая маньчжурско-корейская война. После долгих сопротивлений Корея проиграла войну и по договору 1637 года признала вассалитет империи Цин и оплачивала дань. В Цинскую столицу отправил наследного принца и других корейцев.
Инджо, несмотря на нестабильность в стране, также проводил дипломатию с Японией. Несколько раз направил дипломатическую миссию к сёгунам Японии с поздравлениями.
В 1624 году Инджо в ответ на приглашение направил Чон Рипа с посольством в Японию. Корейская сторона поздравила Токугава Иэмицу в связи с назначением его новым сёгуном. Обменялись пленными. 1636 году Инджо направил следующее посольство во главе Им Кваном. Корейская сторона поздравила Иэмицу в связи с развитием межгосударственных отношений. 1643 году Инджо направил посольство во главе Юн Сунджи. Корейская сторона поздравила Иэмицу с днем рождения[прояснить].

## В массовой культуре
- Телесериал «Жестокий дворец: война цветов» [уточнить]
- Телесериал «Ильчжимэ»[англ.] (일지매) 2008 г.
- Телесериал «Три мушкетёра» 2014 г.
- Телесериал «Боссам: воровство судьбы» (보쌈 — 운명을 훔치다) 2021 г.
- Телесериал «Сказка о Нокду»[укр.] (조선로코-녹두전 | Joseonroko Nokdujeon). 2019 г.
- Кинофильм «Крепость Намхансансон» 2017 г.
- Кинофильм «Ночная сова» 2022 г.
- Телесериал «Влюблённые» 2023 г.
- Телесериал «Восхитительная политика»